# 薩多瓦鄉 (多爾日縣)
43°54′N 23°58′E / 43.900°N 23.967°E
薩多瓦鄉（羅馬尼亞語：Comuna Sadova, Dolj），是羅馬尼亞的鄉份，位於該國西南部，由多爾日縣負責管轄，面積46平方公里，海拔高度72米，2007年人口8,492，人口密度每平方公里185人。